# Rolf Göttel
Rolf Emil Göttel (* 21. Februar 1944 in Mönchengladbach; † 15. Dezember 2023) war ein deutscher Fußballschiedsrichter und Stadionsprecher im Bökelbergstadion von Borussia Mönchengladbach.

## Leben
Göttel war von 1958 bis zu seinem Tode Mitglied des Vereins Borussia Mönchengladbach. 1959 legte er die Schiedsrichterprüfung ab und leitete Fußballspiele im Fußballverband Niederrhein. 1965 wurde er vom Kreistag des Kreises Mönchengladbach/Viersen als Beisitzer in den Schiedsrichterausschuss berufen, dessen Obmann er 1969 wurde. Im Jahr 1975 wählte der Verbandstag des Fußballverbandes Niederrhein ihn in seinen Schiedsrichterausschuss, aus dem er 2004 als Schiedsrichter-Obmann des Verbandes auf eigenen Wunsch ausschied. Im selben Jahr wurde er Beisitzer des Schiedsrichterausschusses des Westdeutschen Fußballverbandes. 1986 wählte der Verbandstag des Fußballverbandes Niederrhein ihn zum Vorsitzenden des Verbandsschiedsrichterausschusses. 1989 berief ihn der Schiedsrichterausschuss des Westdeutschen Fußballverbandes zu seinem stellvertretenden Vorsitzenden; den Vorsitz übernahm er von 2001 bis 2004. Er gab den Anstoß, einen Lehrstab einzurichten, der die Weiterbildung von Schiedsrichtern konzipieren und koordinieren sollte. Als stellvertretender Vorsitzender des Ausschusses gehörte er von 1989 bis 1995 dem DFB-Schiedsrichterausschuss an; von 1989 bis 1997 war er Schiedsrichterbeobachter in der Fußball-Bundesliga. 2004 wählte der DFB-Bundestag Göttel als Beisitzer in Schiedsrichterangelegenheiten in das DFB-Sportgericht. Ab 2007 war er Mitglied der DFB-Kommission Ehrenamt und ab 2010 erneut Vorsitzender des Kreis-Schiedsrichter-Ausschusses im Kreis Mönchengladbach/Viersen.
Von 1987 bis 2000 führte er die Geschäfte des Mönchengladbacher Karnevalsverbandes, dessen Vorstand er angehörte.

## Sonstiges
Bei jedem Heimspieltor von Borussia Mönchengladbach im Borussia-Park ist in der Torhymne die Ansage „Tor für die Borussia“ zu hören. Sie erinnert an das jahrzehntelange ehrenamtliche Engagement Göttels als Stadionsprecher in den Jahren 1962 bis 1992.

## Ehrungen
Am 10. März 2009 wurde er für seine Verdienste im sportlichen Bereich, im Rahmen seines Engagements als Schiedsrichter, als Beisitzer des Schiedsrichterausschusses und später als Vorsitzender des Verbandsschiedsrichterausschusses und seiner verschiedenen Tätigkeiten beim DFB ausgezeichnet. Das Verdienstkreuz am Bande der Bundesrepublik Deutschland verlieh im Namen von Bundespräsident Horst Köhler der Mönchengladbacher Oberbürgermeister Norbert Bude im Rathaus Abtei.